# Robert Hugh Benson
Robert Hugh Benson (nació el 18 de noviembre de 1871, murió el 19 de octubre de 1914) fue el hijo menor de Edward White Benson, Arzobispo de Canterbury, y hermano menor de los también escritores Arthur Christopher y Edward Frederic Benson. Benson estudió Teología Clásica en el Trinity College, Cambridge, desde 1890 hasta 1893. En 1895 fue ordenado sacerdote de la Iglesia de Inglaterra por su padre, Edward White Benson, quien era por entonces Arzobispo de Canterbury, cabeza de la Iglesia anglicana.
Su padre murió repentinamente en 1896 y Benson fue enviado a un viaje a Oriente Próximo para recuperar su salud. Estando allí, comenzó a cuestionarse el estatus de la Iglesia de Inglaterra y a considerar las proclamaciones de la Iglesia católica. Su pensamiento comenzó a dirigirse a la variedad Anglicana de la High Church y comenzó a explorar vidas religiosas en varias comunidades anglicanas, obteniendo permiso para unirse a la “Comunidad de la Resurrección”.
Su conversión al catolicismo en 1903 y ordenación como sacerdote católico en 1904 causó un enorme revuelo, al tratarse del hijo del difunto arzobispo de Canterbury. Al tiempo que continuaba su carrera como escritor, avanzó en la jerarquía clerical hasta convertirse en chambelán del papa Pío X en 1910 y obtener el título de monseñor unos años antes de fallecer.
Dentro de su obra literaria, que al igual que la de sus hermanos abarcó historias de terror y fantasmas, cuentos para niños y ficción histórica, es especialmente conocida su novela apocalíptica Señor del mundo (Lord of the World, 1907), una de las primeras distopías modernas.